# Someone Loves You Honey
"Someone Loves You Honey" is een nummer geschreven door Don Devaney en voor het eerst uitgebracht door de Amerikaanse countryzanger Johnny Rodriguez in 1974. Deze versie genoot weinig bekendheid, maar verschillende coverversies behaalden wel de hitlijsten.
De eerste die het nummer coverde was de Amerikaanse countryartiest Charley Pride. Hij bracht "Someone Loves You Honey" uit in januari 1978 uitgebracht als single en als titelnummber van zijn album. Hij scoorde er een nummer één hit mee in de Amerikaanse Hot Country Songs hitlijst en in de Canadese country hitlijst.
Vier jaar later, in 1982, werd het nummer gecoverd in reggaestijl door de Britse zangeres June Lodge samen met de Jamaicaanse DJ Prince Mohammed. Het was de eerste single van Lodge en het titelnummer van haar debuutalbum. Het nummer bereikte nummer 1 in België en Nederland en was in de Nederlandse Top 40 het meest succesvolle nummer van het jaar.
De Amerikaanse zangeres Lutricia McNeal bracht in 1998 haar versie uit van "Someone Loves You Honey", afkomstig als vijfde single van haar debuutalbum, My Side of Town. Deze single werd een hit in verschillende Europese landen. In Nederland kwam het niet verder dan de Tipparade.

## Hitnoteringen

### Nederlandse Top 40
| Hitnotering: 12-06-1982 t/m 25-09-1982 | Hitnotering: 12-06-1982 t/m 25-09-1982 | Hitnotering: 12-06-1982 t/m 25-09-1982 | Hitnotering: 12-06-1982 t/m 25-09-1982 | Hitnotering: 12-06-1982 t/m 25-09-1982 | Hitnotering: 12-06-1982 t/m 25-09-1982 | Hitnotering: 12-06-1982 t/m 25-09-1982 | Hitnotering: 12-06-1982 t/m 25-09-1982 | Hitnotering: 12-06-1982 t/m 25-09-1982 | Hitnotering: 12-06-1982 t/m 25-09-1982 | Hitnotering: 12-06-1982 t/m 25-09-1982 | Hitnotering: 12-06-1982 t/m 25-09-1982 | Hitnotering: 12-06-1982 t/m 25-09-1982 | Hitnotering: 12-06-1982 t/m 25-09-1982 | Hitnotering: 12-06-1982 t/m 25-09-1982 | Hitnotering: 12-06-1982 t/m 25-09-1982 | Hitnotering: 12-06-1982 t/m 25-09-1982 | Hitnotering: 12-06-1982 t/m 25-09-1982 |
| Week                                   | 1                                      | 2                                      | 3                                      | 4                                      | 5                                      | 6                                      | 7                                      | 8                                      | 9                                      | 10                                     | 11                                     | 12                                     | 13                                     | 14                                     | 15                                     | 16                                     |                                        |
| -------------------------------------- | -------------------------------------- | -------------------------------------- | -------------------------------------- | -------------------------------------- | -------------------------------------- | -------------------------------------- | -------------------------------------- | -------------------------------------- | -------------------------------------- | -------------------------------------- | -------------------------------------- | -------------------------------------- | -------------------------------------- | -------------------------------------- | -------------------------------------- | -------------------------------------- | -------------------------------------- |
| Nummer                                 | 26                                     | 14                                     | 6                                      | 3                                      | 1                                      | 1                                      | 1                                      | 1                                      | 1                                      | 1                                      | 2                                      | 3                                      | 8                                      | 15                                     | 30                                     | 40                                     | uit                                    |

### Nationale Hitparade
| Hitnotering: 19-06-1982 t/m 02-10-1982 | Hitnotering: 19-06-1982 t/m 02-10-1982 | Hitnotering: 19-06-1982 t/m 02-10-1982 | Hitnotering: 19-06-1982 t/m 02-10-1982 | Hitnotering: 19-06-1982 t/m 02-10-1982 | Hitnotering: 19-06-1982 t/m 02-10-1982 | Hitnotering: 19-06-1982 t/m 02-10-1982 | Hitnotering: 19-06-1982 t/m 02-10-1982 | Hitnotering: 19-06-1982 t/m 02-10-1982 | Hitnotering: 19-06-1982 t/m 02-10-1982 | Hitnotering: 19-06-1982 t/m 02-10-1982 | Hitnotering: 19-06-1982 t/m 02-10-1982 | Hitnotering: 19-06-1982 t/m 02-10-1982 | Hitnotering: 19-06-1982 t/m 02-10-1982 | Hitnotering: 19-06-1982 t/m 02-10-1982 | Hitnotering: 19-06-1982 t/m 02-10-1982 | Hitnotering: 19-06-1982 t/m 02-10-1982 | Hitnotering: 19-06-1982 t/m 02-10-1982 |
| Week                                   | 1                                      | 2                                      | 3                                      | 4                                      | 5                                      | 6                                      | 7                                      | 8                                      | 9                                      | 10                                     | 11                                     | 12                                     | 13                                     | 14                                     | 15                                     | 16                                     |                                        |
| -------------------------------------- | -------------------------------------- | -------------------------------------- | -------------------------------------- | -------------------------------------- | -------------------------------------- | -------------------------------------- | -------------------------------------- | -------------------------------------- | -------------------------------------- | -------------------------------------- | -------------------------------------- | -------------------------------------- | -------------------------------------- | -------------------------------------- | -------------------------------------- | -------------------------------------- | -------------------------------------- |
| Nummer                                 | 32                                     | 8                                      | 3                                      | 2                                      | 1                                      | 1                                      | 2                                      | 1                                      | 1                                      | 2                                      | 2                                      | 3                                      | 8                                      | 26                                     | 25                                     | 43                                     | uit                                    |

### NPO Radio 2 Top 2000
| Nummer met noteringen in de NPO Radio 2 Top 2000 | '99  | '00  | '01  |
| ------------------------------------------------ | ---- | ---- | ---- |
| Someone Loves You Honey                          | 1575 | 1904 | 1821 |

1. ↑  Een vetgedrukt getal geeft de hoogste notering aan.
2. ↑  Deze tabel is bijgewerkt tot en met de laatste editie (2024).